# كأس العالم تحت 20 سنة لكرة القدم 2021
النسخة السابعة عشر من كأس العالم لكرة القدم دون 20 سنة  كانت ستعقد في إندونيسيا بين 21 مايو و 12 يونيو ولكن تم إلغائها بسبب جائحة فيروس كورونا .

## المرشحين المحتملين
- كوستاريكا: رئيس اتحاد كوستاريكا لكرة القدم أعلن ترشيحه لاستضافة كأس العالم لكرة القدم تحت 20 سنة، 2021.[2]
- بيرو: رئيس اتحاد البيرو لكرة القدم والتي في تلك اللحظة كانت بقيادة السيد. مانويل بورغا أعلن ترشيحه لكأس العالم لكرة القدم تحت 20 سنة 2021. في 23 من تشرين الأول / أكتوبر من العام 2013 ، ترشيح السيد مانويل بورجا قال تستفيد من المائتين من الاستقلال أن تعقد في حيث يمكنهم الاستمتاع في جو الحزب لمحبي بيرو الأجنبية للمجيء إلى ذلك، على الرغم من أن مانويل بورغا ترك FPF في العام 2015، خلفه إدوين أوفييدو يقول أن ترشيح بيرو إلى كأس العالم للشباب ما يزال قائما وهذا بسبب الحماس من قادة اتحاد بيرو لكرة القدم أنه قرر الإبقاء على ترشيحه لكأس العالم العالم للشباب.[3][4]
- الأوروغواي:  اتحاد أوروغواي لكرة القدم قد أكد أنه يرى أنها بلاده قادرة على تحقيق استضافت كأس العالم لكرة القدم دون 20 سنة 2019 أو 2021.[5]
- البحرين: تقدمت مملكة البحرين رسميا بملف مشترك مع المملكة العربية السعودية ودولة الإمارات العربية المتحدة، بطلب إلى الاتحاد الدولي لكرة القدم (الفيفا)؛ لتنظيم نهائيات كأس العالم للشباب لكرة القدم (تحت 20 عامًا) 2021.[6][7]
- السعودية: تقدمت السعودية بملف مشترك مع مملكة البحرين ودولة الإمارات العربية المتحدة، بطلب إلى الاتحاد الدولي لكرة القدم (الفيفا)؛ لتنظيم نهائيات كأس العالم للشباب لكرة القدم (تحت 20 عامًا) 2021.[6][7]
- الإمارات العربية المتحدة: تقدمت الإمارات العربية المتحدة بملف مشترك مع مملكة البحرين والمملكة العربية السعودية، بطلب إلى الاتحاد الدولي لكرة القدم (الفيفا)؛ لتنظيم نهائيات كأس العالم للشباب لكرة القدم (تحت 20 عامًا) 2021.[6][7]